# Samuel Johnson
Samuel Johnson (thường được biết đến là Dr.Johnson) sinh ngày 18/9/1709, mất 13/12/1784 là một tác giả người Anh. Bắt đầu sự nghiệp là một phóng viên trên đường Grub, sau đó ông đã có nhiều đóng góp trong sự nghiệp văn học, nhà văn tiểu luận, nhà đạo đức học, nhà viết tiểu thuyết, nhà phê bình văn học, người viết tiểu sử, tổng biên tập và người viết từ điển.
Ông là một tác giả người Anh đã có những đóng góp lâu dài cho văn học Anh với tư cách là một nhà thơ, nhà văn, nhà đạo đức, nhà phê bình văn học, người viết tiểu sử, biên tập viên người nghiên cứu từ ngữ học. Johnson là một người Tory mộ đạo Anh giáo.
Johnson sinh ra ở Lichfield, Staffordshire, và theo học Pembroke College, Oxford trong hơn một năm, trước khi thiếu của các quỹ buộc ông phải rời bỏ. Sau khi làm giáo viên, ông chuyển đến London, nơi ông bắt đầu viết nhiều phần linh tinh cho tạp chí The Gentleman's Magazine. Các tác phẩm ban đầu của ông gồm tiểu sử The Life of Richard Savage, các tập thơ "London" và "The Vanity of Human Wishes", và kịch Irene.
Sau chín năm làm việc, Johnson đã biên soạn Từ điển tiếng Anh được xuất bản năm 1755; nó có một hiệu ứng sâu rộng hiện đại Tiếng Anh và đã được mô tả như "một trong những lớn nhất thành tựu duy nhất của học thuật." Tác phẩm này mang lại Johnson sự nổi tiếng và thành công. Cho đến khi hoàn thành của Từ điển tiếng Anh Oxford 150 năm sau đó, từ điển của Johnson đã được xem như là từ điển Anh vượt trội, sau đó ông sáng tác các bài tiểu luận, một phiên bản chú thích ảnh hưởng của vở kịch của William Shakespeare, và Rasselas câu chuyện được nhiều người đọc. Năm 1763, ông kết bạn với James Boswell, người mà sau này ông đến Scotland, Johnson mô tả chuyến đi của họ trong Hành trình đến quần đảo phía Tây của Scotland. 